# Marcia Fudge
Marcia Fudge (ur. 29 października 1952 w Cleveland) – amerykańska polityk, członkini Partii Demokratycznej, członkini Izby Reprezentantów (2008–2021), sekretarz urbanizacji Stanów Zjednoczonych w latach 2021–2024.

## Życiorys

### Młodość i edukacja
Marcia Fudge urodziła się 29 października 1952 w Cleveland. W 1971 roku została absolwentką Shaker Heights High School. W 1975 roku skończyła studia w zakresie zarządzania na Uniwersytecie Stanu Ohio, zdobywając tytuł Bachelor of Science. W 1983 ukończyła prawo na Cleveland State University. Podczas swojej kariery zawodowej pracowała w prokuraturze hrabstwa Cuyahoga jako Dyrektor Budżetu i Finansów. Pełniła również rolę audytora i mediatora z ramienia władz hrabstwa.

### Kariera polityczna
Była szefową kancelarii członkini Izby Reprezentantów Stephanie Tubbs Jones w latach 1999–2000. W latach 2000–2008 pełniła urząd burmistrza miasta Warrensville Heights w stanie Ohio. Była pierwszą czarnoskórą osobą i pierwszą kobietą na tym stanowisku.
18 listopada 2008, zdobywając 212 485 głosów, została wybrana do Izby Reprezentantów na miejsce Stephanie Tubbs Jones, która zmarła podczas swojej kadencji. Następnie uzyskiwała reelekcje w 2012, 2014, 2016, 2018 i 2020 roku.
12 grudnia 2020 Joe Biden nominował ją na stanowisko sekretarz urbanizacji w jego administracji. 10 marca 2021 jej kandydatura została zatwierdzona przez Senat Stanów Zjednoczonych stosunkiem głosów 66–34. Tego samego dnia została zaprzysiężona przez wiceprezydent Kamalę Harris. 11 marca 2024 ogłosiła swoją rezygnację, całkowicie wycofując się jednocześnie z życia publicznego. Rezygnacja weszła w życie 22 marca. Fudge jest obecnie partnerką i członkinią zarządu ds. polityki publicznej w Taft Stettinius & Hollister, jednej ze stu największych amerykańskich firm prawniczych.